# Час (короткометражный фильм)
Час — российская кинодрама о ценностях общества в современной Москве, противоречащих потребностям человеческой души. Премьера фильма состоялась на ММКФ (Московском международном кинофестивале) в российских программах 2014 года. Режиссёром стала Марина Мигунова; продюсером фильма выступила актриса Нина Курпякова, сыгравшая в фильме главную роль. Фильм был представлен на российских и иностранных кинофестивалях.

## Сюжет
Главная героиня — Ольга, 30 лет. Приехавшая из провинции жительница мегаполиса, современная, успешная, образованная. Вокруг неё — такие же, как она — современные, успешные, образованные. Постоянный цейтнот, необходимость карьерного роста, поддержание формы — обычный ритм жизни Ольги и миллиона других молодых женщин.
Невозможность заниматься воспитанием детей, сложности с созданием семьи, дефицит любви и дружбы между людьми — вот расплата за все возрастающее материальное благополучие, за возможность быть «своей» в большом городе.
В один из обычных дней в привычной суете Ольга сбивает на улице маленького мальчика. Малыш в порядке и совсем не пострадал. Оля неуклюже убирает малыша с проезжей части. Оставив его на оживленной улице, она уходит в банк. Она очень спешит на важное совещание, от которого зависит судьба всей её компании. Очередь в банкомат движется медленно, и нервы у Ольги не выдерживают — она возвращается к своей машине и успевает как раз вовремя — малыш опять отправился гулять на проезжую часть. Выхватив ребёнка из под колес другой машины, Оля принимает решение отвезти беспризорного малыша в полицию.
В отделении полиции у дежурного капитана полно своих проблем, а тут ещё приперлась какая то женщина и утверждает, что она нашла ребёнка и интересуется его дальнейшей судьбой. Все и так понятно, нужно действовать по инструкции, мальчишку в больницу, потом в детский дом…
Крики, вопли и избиение задержанного — здесь невозможно оставить ребёнка! Оля опаздывает на работу, нет времени размышлять. Появившись с ребёнком в офисе, Оля ссорится с начальником, а по совместительству — любовником, и срывает доклад по своему проекту на важном совещании. Она уволена.
От безысходности Оля идет в отдел опеки и попечительства. Возможно, там с пониманием отнесутся к возникшей проблеме и помогут ей пристроить ребёнка. Но и здесь никого не интересует судьба маленького мальчика. Чиновница из опеки не проявляет сочувствия к Оле, а детей, похоже, и вовсе с трудом выносит, дети для неё просто конвейер, их нужно оперативно сливать в приют. Чиновница грубо кричит на ребёнка, и Оля не выдерживает такого отношения к маленькому существу, сбегает вместе с ребёнком.
Придя домой, Оля усаживает на диван маленького мальчика, показывает ему те немногие плюшевые игрушки, что украшают её холодную холостяцкую квартиру. Усталый малыш засыпает, обняв игрушечного львенка. Ну как его можно кому-то отдать?
И все сразу встает на свои места! И Ольга начинает мечтать о том счастье, которое может принести это крохотное существо одинокой женщине, о том как изменится её жизнь, как дом наполнится изобилием игрушек и детского смеха. И вся её будущая жизнь становится ясной и очевидной! Кроме одного. Диван пустой. Ребёнка больше нет. А есть слепящие лучи хирургической лампы и голос доктора: Оля, просыпайся, мы закончили.

## В ролях
| Актёр              | Роль                                 |
| ------------------ | ------------------------------------ |
| Нина Курпякова     | Ольга                                |
| Николай Мачульский | Денис                                |
| Оксана Кутузова    | Оксана                               |
| Роза Сябитова      | Заведующая органами опеки, медсестра |
| Владимир Чуприков  | Капитан полиции, врач-акушер         |
| Марк Чуприков      | Ребенок                              |

|  | В статье не хватает ссылок на источники (см. рекомендации по поиску). Информация должна быть проверяема, иначе она может быть удалена. Вы можете отредактировать статью, добавив ссылки на авторитетные источники в виде сносок. (12 апреля 2015) |